# Lauren Meeceová
Lauren Michele Meeceová (* 6. února 1983 Hollywood, Florida) je bývalá americká zápasnice – judistka.

## Sportovní kariéra
Vyrůstala na předměstí floridského Hollywoodu v Pembroke Pines. S judem začala v útlém dětství po vzoru staršího bratra. Na střední škole Chaminade Madonna High se věnovala americkému tradičnímu zápasu. V americké ženské reprezentaci se prosazovala od svých 16 let v super lehké váze do 48 kg. V roce 2000 uspěla jako sedmnáctiletá v americké olympijské kvalifikaci na olympijské hry v Sydney. V Sydney prohrála v úvodním kole po taktické bitvě na body (koka) s Ukrajinkou Ljudmylou Lusnykovovou. V dalších letech se americké reprezentaci neprosazovala. V roce 2004 neuspěla v americké olympijské kvalifikaci na olympijské hry v Athénách.

## Výsledky
| Turnaj                  | 1999 | 2000 |
| Turnaj                  | 16   | 17   |
| Turnaj                  | -48  | -48  |
| ----------------------- | ---- | ---- |
| Olympijské hry          |      | úč.  |
| Mistrovství světa       | úč.  |      |
| Panamerické hry         | 3.   |      |
| Panamerické mistrovství | úč.  | —    |